# Geotrogus lepidulus
Geotrogus lepidulus är en skalbaggsart som beskrevs av Joseph Henri Adelson Normand 1932.
Geotrogus lepidulus ingår i släktet Geotrogus och familjen Melolonthidae. Inga underarter finns listade i Catalogue of Life.